# Малиновский (Марий Эл)
Малиновский (мар. Малиновский) — посёлок в Медведевском районе Республики Марий Эл. Входит в состав Руэмского сельского поселения.

## География
Посёлок находится на расстоянии примерно 6 км (по прямой) к юго-западу от посёлка городского типа Медведево, административного центра района.

### Часовой пояс
Посёлок Малиновский, как и вся Республика Марий Эл, находится в часовой зоне МСК (московское время). Смещение применяемого времени относительно UTC составляет +3:00.

## История
Основан в 1952 году как лесоучасток. До 1987 года в посёлке работал обрабатывающий цех, который сгорел и не был восстановлен.

## Население
| 2010 | 2011 | 2012 | 2013 | 2014 | 2016 | 2017 |
| ---- | ---- | ---- | ---- | ---- | ---- | ---- |
| 18   | ↗49  | →49  | ↗51  | ↘31  | ↘10  | ↗12  |
| 2018 | 2019 | 2020 | 2021 |      |      |      |
| ↗23  | →23  | ↗26  | →26  |      |      |      |

### Национальный состав
Согласно результатам переписи 2002 года, в национальной структуре населения мари составляли 64 % из 50 чел., русские — 36 %.